# Сандавоавурский камень
Сандавоавурский камень (фар. Sandavágssteinurin) — рунический камень, обнаруженный в 1917 году на холме Айнджартофтир (фар. Eingjartoftir) в городе Сандавоавур на Фарерских островах.
На камне высечена надпись:

þorkæl onondarsun
austmaþr af ruha
lande bygþe þe(n)
a saþ fyst,

которая на нормализованном древнезападноскандинавском выглядит как

Þorkell Ǫnundar sonr, austmaðr af Rogalandi, bygði þenna stað fyrst

и в переводе на русский означает

Торкелль сын Онунда, человек с востока [норвежец], из Рогаланда, поселился на этом месте первым.

Размер рун варьируется от 7 до 9 см. Надпись содержит несколько составных и пунктированных рун, а также разделителей в виде трёх точек. В целом знаки надписи соответствуют средневековой общескандинавской рунической системе, использовавшейся около 1200 года. Этот факт в совокупности с лингвистическими особенностями надписи позволяет датировать её началом XIII века.
Первоначально считалось, что языком надписи является один из диалектов Ругаланна. Однако позднее исследователи обратили внимание на то, что использование слова austmaþr («человек с востока») по отношению к норвежцу говорит о том, что автор надписи был фарерцем, так как для норвежца «человек с востока» — это швед. В этой связи более вероятным языком надписи является фарерский.
Учёные сходятся во мнении, что первое поселение на месте Сандавоавура появилось гораздо раньше начала XIII века. Это говорит о том, что надпись должна относиться к событию, произошедшему задолго — возможно, за несколько столетий — до её появления. Иными словами, в начале XIII века местными жителями считалось, что Торкелль Онундарсон был первым, кто поселился в этом месте и спустя несколько поколений в память о нём был воздвигнут этот камень. Аналогичные рунические надписи с местными «историческими» личностями, поселившимися в некотором месте первыми, были также обнаружены в Норвегии. При этом маловероятно, что надпись указывает на то, что на Айнджартофтире существовало более раннее по сравнению с Сандавоавуром поселение.
В настоящее время камень экспонируется в Сандавоавурской церкви.